# Брайанс, Ральф
Ральф Брайянс (англ. Ralph Bryans; 7 марта 1941, Белфаст, Северная Ирландия — 8 августа 2014) — североирландский мотогонщик, чемпион мира по шоссейно-кольцевым мотогонкам в классе 50cc (1965).

## Биография
Дебютировал в чемпионате мира MotoGP в 1962 году, когда принял участие в соревнованиях Tourist Trophy на Острове Мэн: в классе 50сс на мотоцикле Benelli и в 350сс на Norton. В сезоне 1963 получил первые очки в чемпионате, заняв пятое место в классе 500сс на Гран-При Ульстера. Со следующего сезона начал выступать на мотоциклах японской компании Honda, на которых выступал до завершения спортивной карьеры в 1967 году.
Отличался универсальностью и успешно выступал во всех классах чемпионата, мог управлять мотоциклами с двух и четырехтактными двигателями. Всего за карьеру одержал 10 побед на этапах Гран-При: 7 в классе 50сс, две в класса 250сс и одну в 350сс.
После завершения выступлений в мотогонках поселился в Шотландии.

## Статистика выступлений

### MotoGP
| Легенда к таблице |                                                 |
| --- | ----------------------------------------------- |
| В таблице перечислены результаты всех Гран-при чемпионата мира, во всех классах, в которых принимал участие гонщик. Строками таблицы являются сезоны, столбцами все гонки Гран-при чемпионата мира, производитель мотоциклов и команда. В клетках указаны сокращённое название Гран-при и результат, клетка дополнительно обозначена цветом. Расшифровка обозначений и цветов представлена в нижеследующей таблице. |                                                 |
| \| Пример \| Описание \| \| ------------ \| ----------------------------------------------- \| \| 1 \| Победитель \| \| 2 \| Второе место \| \| 3 \| Третье место \| \| \| Финишировал в очковой зоне \| \| \| Финишировал вне очковой зоны \| \| НКЛ \| Не классифицирован \| \| Сход \| Не финишировал \| \| НКВ \| Не прошёл квалификацию \| \| НПКВ \| Не прошёл предварительную квалификацию \| \| ДСК \| Дисквалифицирован \| \| ИСК \| Исключён из протокола соревнований \| \| НС \| Не стартовал в гонке \| \| Т \| Травмирован или болен \| \| ОТК \| Отказ от участия \| \| НТР \| Прибыл на соревнования, но на трассу не выезжал \| \| НПР \| Не прибыл к началу соревнований \| \| НД \| Недопущен до старта \| \| О \| Гонка отменена \| \| НУ \| Не участвовал \| \| Поул-позиция \| \| \| Быстрый круг \| \| |                                                 |
| Пример | Описание                                        |
| 1 | Победитель                                      |
| 2 | Второе место                                    |
| 3 | Третье место                                    |
| | Финишировал в очковой зоне                      |
| | Финишировал вне очковой зоны                    |
| НКЛ | Не классифицирован                              |
| Сход | Не финишировал                                  |
| НКВ | Не прошёл квалификацию                          |
| НПКВ | Не прошёл предварительную квалификацию          |
| ДСК | Дисквалифицирован                               |
| ИСК | Исключён из протокола соревнований              |
| НС | Не стартовал в гонке                            |
| Т | Травмирован или болен                           |
| ОТК | Отказ от участия                                |
| НТР | Прибыл на соревнования, но на трассу не выезжал |
| НПР | Не прибыл к началу соревнований                 |
| НД | Недопущен до старта                             |
| О | Гонка отменена                                  |
| НУ | Не участвовал                                   |
| Поул-позиция |                                                 |
| Быстрый круг |                                                 |

#### По сезонам
| Сезон | Класс | Мотоцикл | Гонки | Победы | Пьедесталы | Очки | Место |
| ----- | ----- | -------- | ----- | ------ | ---------- | ---- | ----- |
| 1963  | 125cc | Honda    | 1     | 0      | 0          | 0    | НК    |
| 1963  | 500cc | Norton   | 1     | 0      | 0          | 2    | 14    |
| 1964  | 50cc  | Honda    | 6     | 3      | 4          | 30   | 2     |
| 1964  | 125cc | Honda    | 7     | 0      | 4          | 21   | 5     |
| 1964  | 250cc | Honda    | 1     | 0      | 1          | 4    | 14    |
| 1965  | 50cc  | Honda    | 7     | 3      | 5          | 36   | 1     |
| 1965  | 125cc | Honda    | 7     | 0      | 1          | 11   | 8     |
| 1965  | 250cc | Honda    | 2     | 0      | 1          | 6    | 13    |
| 1966  | 50cc  | Honda    | 5     | 1      | 5          | 26   | 2     |
| 1966  | 125cc | Honda    | 9     | 0      | 6          | 32   | 3     |
| 1967  | 250cc | Honda    | 13    | 2      | 10         | 40   | 4     |
| 1967  | 350cc | Honda    | 3     | 1      | 3          | 20   | 3     |
| Всего | Всего | Всего    | 62    | 10     | 40         | 228  |       |